# 母の悲劇
母の悲劇（ははのひげき）とは読売テレビが制作し1982年10月28日に放送したテレビドラマ。芸術祭参加作品。

## 概要
｢37年後の戦争の悲劇｣として今なお消えぬ中国残留孤児の思いの深さをテーマにした作品。木曜ゴールデンドラマの枠で放送された。
新藤兼人脚本、松山善三監督の顔合わせはテレビ、映画でも初の作品で、出演陣にも淡島千景、かとうかずこ、中条静夫のほかに、中国から帰国した演劇経験をもたぬ山口和代を起用した。